# Tiffin (Ohio)
Tiffin – miasto w Stanach Zjednoczonych, w północnej części stanu Ohio.
Liczba mieszkańców w 2000 roku wynosiła 18 158.